# Selliguea subsparsa
Selliguea subsparsa är en stensöteväxtart som först beskrevs av John Gilbert Baker och som fick sitt nu gällande namn av Peter Hans Hovenkamp.
Selliguea subsparsa ingår i släktet Selliguea och familjen Polypodiaceae. Inga underarter finns listade i Catalogue of Life.